# ريتشارد دول
ريتشارد دول (بالإنجليزية: Richard Doll)‏‏ (28 أكتوبر 1912 - 24 يوليو 2005) زميل الجمعية الملكية، هو عالم وظائف أعضاء بريطاني، وأصبح عالم وبائيات في القرن العشرين، حيثُ حوله من موضوع إلى علمٍ دقيق. حصل على ميدالية بوكانان عام 1972 لدراساته البارزة حول المسببات المرضية والوقاية والعلاج من الأمراض وخاصةً السرطان.

## السيرة الذاتية
وُلد دول في هامبتون بميدلسكس لعائلة ميسورة الحال، على الرغم من أن عمل والده كطبيب قد توقف بسبب التصلب المتعدد. تلقى دول تعليمه في البداية في مدرسة وستمنستر، وكان ينوي في البداية دراسة الرياضيات في كلية ترينيتي بكامبريدج (على عكس رغبة والديه أن يصبح طبيباً مثل والده). يتذكر دول لاحقاً أنه رسب في الامتحان النهائي من أصل أربعة امتحانات للحصول على منحة دراسية في الكلية بسبب شربه ثلاثة مكاييل من البيرة بنسبة 8% من الكحول في الليلة السابقة. وعُرضت عليه المنحة بدلاً من ذلك، لكنه رفض قبولها.

## الجوائز والتكريمات
- حصل على جائزة شو (2004) [7]